# Orzivecchi
Orzivecchi là một đô thị thuộc tỉnh Brescia trong vùng Lombardia ở Ý. Đô thị này có diện tích 9 km², dân số 2286 người.
Đô thị này giáp với các đô thị sau: Comezzano-Cizzago, Orzinuovi, Pompiano, Roccafranca.